# Werfer-Länderkampf der Männer 1985 Finnland – BR Deutschland / BR Deutschland – Kanada
| 4./5. Leichtathletik-Länderkampf mit bundesdeutscher Beteiligung 1985 | 4./5. Leichtathletik-Länderkampf mit bundesdeutscher Beteiligung 1985 |
| --------------------------------------------------------------------- | --------------------------------------------------------------------- |
|                                                                       |                                                                       |
| Werfervergleich der Männer: Finnland – BR Deutschland – Kanada        |                                                                       |
| Austragungsort                                                        | Pori                                                                  |
| Wettbewerbe                                                           | 4                                                                     |
| Datum                                                                 | 24. Mai                                                               |
| 1. FRG 2. FIN                                                         | 078 Punkte 070 Punkte                                                 |
| 1. FRG 2. CAN                                                         | 103 Punkte 072 Punkte                                                 |
| Chronik                                                               |                                                                       |
| ← FRA-FRG-ITA- 00USA Ostküste (M)                                     | FIN-FRG/FRG-CAN00 Werfer (F) →                                        |

Die Vergleiche vier und fünf des Länderkampfjahres 1985 wurden in einer Veranstaltung ausgetragen, in der die bundesdeutschen Werfer gegen zwei Gegner gleichzeitig in getrennter Wertung antraten. Die gegnerischen Mannschaften kamen aus Finnland, und Kanada. Die Wettkämpfe fanden statt am 24. Mai in der südfinnischen Hafenstadt Pori. Gegen Finnland hatte es im Vorjahr einen ersten Ländervergleich der Werfer gegeben, den die bundesdeutschen Vertreter für sich entschieden hatten. Mit Kanada hatte es dagegen keine vorangegangene Begegnungen der Werfer gegeben. Auch die Frauen trugen zum selben Datum am selben Ort einen Länderkampf gegen dieselben beiden Länder aus.

## Modus
Finnland und die Bundesrepublik starteten in ihrem Länderkampf mit vier Teilnehmern je Wettbewerb. Kanada war im Aufeinandertreffen mit der Bundesrepublik mit nur jeweils drei Athleten am Start. Im Hammerwurf fehlten kanadische Vertreter. Aus der hier verwendeten Quelle (s. u.) ist nicht zu entnehmen, ob der Hammerwurf Teil der Begegnung mit Kanada war oder nicht.
Die Art der Punktevergabe ist in der Quelle nicht angegeben, muss aber für die beiden Begegnungen unterschiedlich gewesen sein, wie sich unter anderem aus der in den beiden Aufeinandertreffen voneinander abweichenden Punktesummen ergibt.

## Ergebnis
Im Vergleich zwischen der Bundesrepublik und Finnland ging es eng zu. Zwei Disziplinen beendeten finnische Athleten mit Doppelerfolgen. In einem Wettbewerb lagen die bundesdeutschen Teilnehmer zu dritt vorne und in der vierten Disziplin stellte die Bundesrepublik den Einzelsieger und belegte darüber hinaus die Ränge drei und fünf. Die Länderkampfwertung ging mit 78 zu siebzig Punkten an die Bundesrepublik Deutschland.
Die Begegnung mit Kanada dominierten die bundesdeutschen Sportler sehr eindeutig. In allen Wettbewerben lagen bundesdeutsche Vertreter vor dem besten Kanadier, in zwei Disziplinen waren sogar drei bundesdeutsche Vertreter vorn. Sehr deutlich fiel entsprechend das Ergebnis aus. Das bundesdeutsche Team gewann mit 103 zu 72 Punkten.

## Resultate

### Kugelstoßen
| Platz | Athlet          | Land | Weite (m) |
| ----- | --------------- | ---- | --------- |
| 01    | Janne Ronkainen | FIN  | 19,22     |
| 02    | Jari Kuoppa     | FIN  | 18,86     |
| 03    | Udo Gelhausen   | FRG  | 18,65     |
| 04    | Mike Spirituoso | CAN  | 18,63     |
| 05    | Stefan Schröfel | FRG  | 18,55     |
| 06    | Peter Kassubek  | FRG  | 18,20     |
| 07    | Ossi Vanne      | FIN  | 18,11     |
| 08    | Kari Töyrylä    | FIN  | 18,10     |
| 09    | Alois Hannecker | FRG  | 17,82     |
| 10    | Rob Venier      | CAN  | 16,21     |
| 11    | Ray Lazdins     | CAN  | 13,69     |

### Diskuswurf
| Platz | Athlet           | Land | Weite (m) |
| ----- | ---------------- | ---- | --------- |
| 01    | Alwin Wagner     | FRG  | 63,32     |
| 02    | Alois Hannecker  | FRG  | 60,10     |
| 03    | Rolf Danneberg   | FRG  | 59,62     |
| 04    | Rob Gray         | CAN  | 57,36     |
| 05    | Ray Lazdins      | CAN  | 55,30     |
| 06    | Raimo Vento      | FIN  | 55,20     |
| 07    | Pasi Heikkilä    | FIN  | 54,90     |
| 08    | Manfred Schmitz  | FRG  | 53,92     |
| 09    | Pertti Hynni     | FIN  | 53,02     |
| 10    | Juhani Aaltonen  | FIN  | 48,84     |
| 11    | Peter Massfeiler | CAN  | 44,12     |

### Hammerwurf
| Platz | Athlet           | Land | Weite (m) |
| ----- | ---------------- | ---- | --------- |
| 1     | Christoph Sahner | FRG  | 77,84     |
| 2     | Juha Tiainen     | FIN  | 75,30     |
| 3     | Klaus Ploghaus   | FRG  | 74,22     |
| 4     | Harri Huhtala    | FIN  | 73,46     |
| 5     | Marc Odenthal    | FRG  | 72,60     |
| 6     | Jörg Schaefer    | FRG  | 72,40     |
| 7     | Juha Olkkonen    | FIN  | 68,14     |
| 8     | Ari Taavitsainen | FIN  | 66,20     |

### Speerwurf
| Platz | Athlet           | Land | Weite (m) |
| ----- | ---------------- | ---- | --------- |
| 01    | Tapio Korjus     | FIN  | 83,80     |
| 02    | Seppo Räty       | FIN  | 83,54     |
| 03    | Wolfram Gambke   | FRG  | 82,68     |
| 04    | Raimo Manninen   | FIN  | 82,60     |
| 05    | Klaus Tafelmeier | FRG  | 82,04     |
| 06    | Peter Blank      | FRG  | 80,32     |
| 07    | Peter Schreiber  | FRG  | 78,02     |
| 08    | Mike Mahovlich   | CAN  | 76,66     |
| 09    | Kari Ihalainen   | FIN  | 76,28     |
| 10    | Steve Feraday    | CAN  | 69,46     |
| 11    | Hugh Wilson      | CAN  | 64,48     |